# Meltripata shelfordi
Meltripata shelfordi är en insektsart som beskrevs av Willemse, C. 1938. Meltripata shelfordi ingår i släktet Meltripata och familjen gräshoppor. Inga underarter finns listade i Catalogue of Life.